# 罗周岳
罗周岳，后晋官员。
天福元年（936年）十一月，以太原县令罗周岳为左谏议大夫。四年（939年）九月，以威胜军节度副使罗周岳为给事中。七年（942年）七月，为左散骑常侍。八月，为东京副留守。八年（943年）三月，为右散骑常侍。开运二年（945年）十月，太子宾客罗周岳为正使册封两浙节度使钱弘佐为守太尉。